# Louis J.J. Serrurier
Louis Jan Jacob (L.J.J.) Serrurier (Amsterdam, 27 augustus 1789 - Amsterdam, 21 december 1852) was een Amsterdamse koopman en loodwitfabrikant, bekend als een van de drie oprichters van de Hollandse IJzeren Spoorweg Maatschappij.

## Leven en werk
Serrurier was de zoon van Hendrik Cornelis Serrurier (1754-1812), Amsterdamse koopman en stadsbestuurder van 1808 tot 1812.
Serrurier begon zijn carrière rond 1808 als adjunct-boekhouder bij de wisselbank. Hij werkte zich op tot chef van een handelshuis, dat vooral zaken deed met Nederlands-Indië, en had als zodanig een reputatie opgebouwd als gerespecteerd zakenman. Naast het koopmanschap was hij ook loodwitfabrikant en verfhandelaar. Hij was in 1822 lid geworden van de Koninklijke Akademie van Beeldende Kunsten Amsterdam, en verwierf enige bekendheid als amateurschilder.

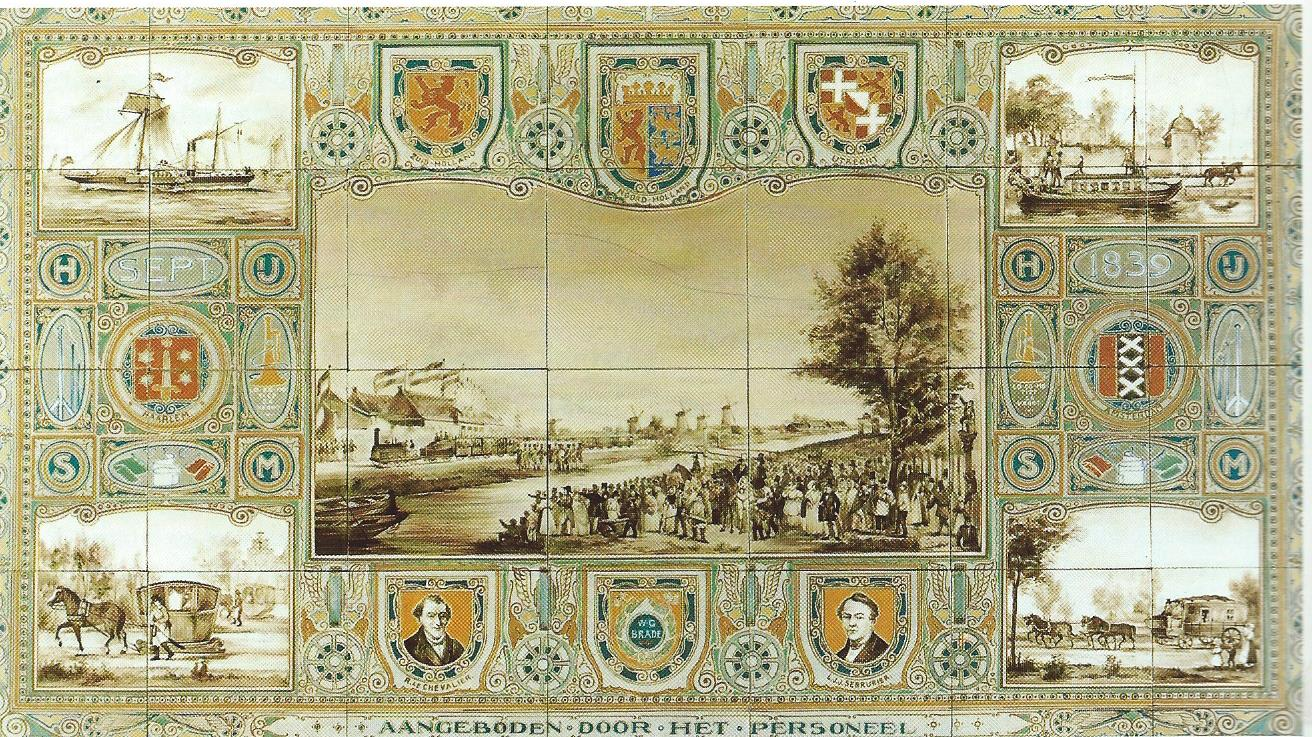
HSM (1839-1939) met afbeelding Van Le Chevalier en Serrurier.

In 1837 was Serrurier mede-oprichter van de Hollandsche IJzeren Spoorweg-Maatschappij (HIJSM of HSM) samen met de civiel ingenieur Willem Christiaan Brade, en de Amsterdamse zakenman Rodolphe le Chevalier. Met de oprichting had Serrurier niet alleen zijn naam verbonden aan de onderneming. Hij was ook aandeelhouder. Uit de statuten van de onderneming uit 1837 blijkt, dat hij 20 van de 1230 aandelen bezat, die bij de primaire emissie van de onderneming waren uitgegeven..

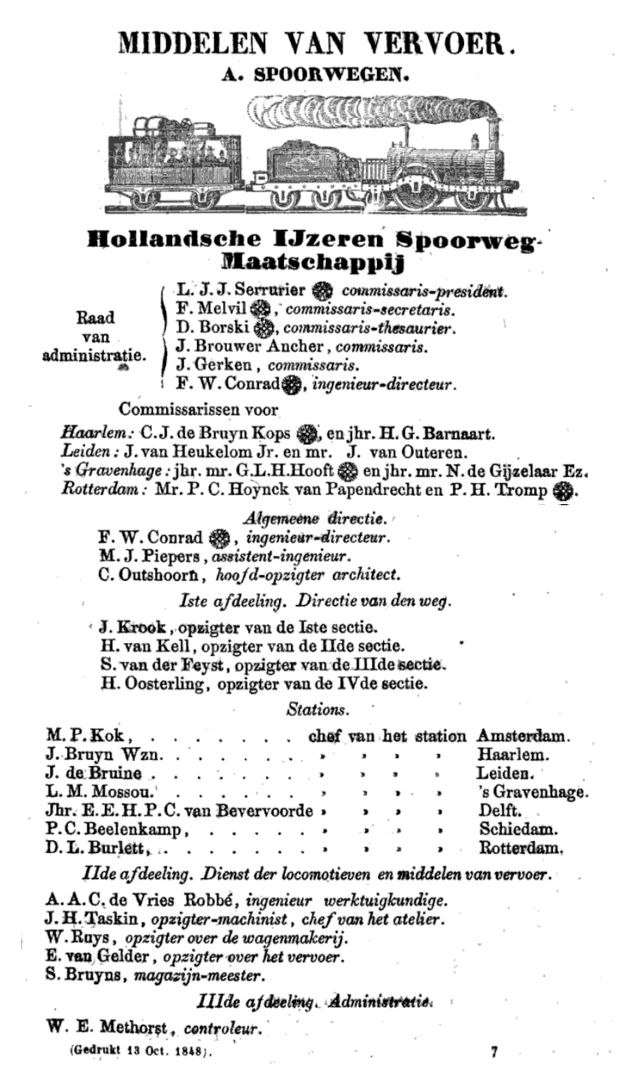
HSM organisatie, 1848

Serrurier werd de eerste voorzitter van de Raad van Bestuur van de Hollandsche IJzeren Spoorweg-Maatschappij. In die tijd heette deze functie commissaris-president van de Raad van Administratie, het hoogste bestuursorgaan van maatschappij. Hij vervulde deze functie meer dan 12 jaar, en stond in 1839 nog steeds te boek als zodanig (zie afbeelding).
In 1806 was Serrurier woonachtig op de Oude Turfmarkt no. 19. In 1840 woonde hij in Amsterdam aan de Herengracht bij het Koningsplein. Hij was majoor bij de plaatselijke schutterij en gaf als zodanig in 1832 een boekje uit over de schutterij. Hij was ook lid van het Koninklijk Zoölogisch Genootschap "Natura Artis Magistra," en reeds in 1820 honair lid van de Maatschappij tot Nut van 't Algemeen.

### Personalia
Serrurier bleef ongehuwd en kinderloos. Na zijn overlijden ging zijn bezit over naar zijn ongehuwde zussen, Johanna Jacoba Serrurier en Jacomina Adriana Serrurier.

## Publicaties
- Handleiding voor de Schutterijen, door L. J. J. Serrurier , Majoor bij de dienstdoende Schutterij te Amsterdam. Eerste en tweede Stukje. Te Amsterdam, bij Anton Cramer et C°. 1832.